# 3179 Беруті
3179 Беруті (3179 Beruti) — астероїд головного поясу, відкритий 31 березня 1962 року.
Тіссеранів параметр щодо Юпітера — 3,204.